# Cantharis liburnica
Cantharis liburnica – gatunek chrząszcza z rodziny omomiłkowatych i podrodziny Cantharinae.
Gatunek ten opisany został po raz pierwszy w 1912 roku przez Guido Depoliego.
Chrząszcz o wydłużonym ciele długości od 8 do 11 mm. Głowę ma czarną z żółtymi do rudożółtych narządami gębowymi i policzkami, w związku z czym czerń osiąga pośrodku jej przednią krawędź. Czułki cechują się członem drugim znacznie dłuższym niż szerokim, długością dorównującym ¾ członu trzeciego. U samca człony drugi i trzeci są grubsze niż u samicy. Przedplecze jest szersze niż dłuższe, o wypukłej krawędzi przedniej, zaokrąglonych kątach przednich, zaokrąglonych brzegach bocznych i niewystających kątach tylnych. Ubarwienie ma czarne z żółtymi do czerwonawożółtych brzegami bocznymi; barwa czarna zawsze dochodzi do brzegów przedniego i tylnego. Pokrywy są całkiem czarne, porośnięte jednorodnym owłosieniem. Genitalia samca odznaczają się edeagusem o stożkowatej z zaokrąglonym wierzchołkiem tarczce grzbietowej oraz nieco nadwisających nad tarczkę paramerach.
Owad ciepłolubny, zasiedlający suche pastwiska, murawy, suche dąbrowy i bory sosnowe. Gatunek palearktyczny, znany z Francji, Austrii, północnych Włoch, Polski, Czech, Słowacji, Węgier, Ukrainy, Bośni i Hercegowiny, Serbii, Czarnogóry, Albanii i Grecji. W Polsce, gdzie osiąga północną granicę zasięgu, podawany jest z czterech stanowisk w południowo-wschodniej części kraju.